# Fontenay-sous-Bois
Fontenay-sous-Bois is een gemeente in het Franse departement Val-de-Marne (regio Île-de-France). De gemeente telde 52.646 inwoners op 1 januari 2022. De plaats maakt deel uit van het arrondissement Nogent-sur-Marne.

## Geschiedenis
De plaats is ontstaan op de zuidwestelijke flank van een heuvel die uitkijkt op de vallei van de Marne. Centraal in het dorp stond de kerk Saint-Germain. Het Bois de Vincennes lag gedeeltelijk op het grondgebied van de huidige gemeente. Dit was een jachtgebied van de Franse koningen dat in de 13e eeuw deels ommuurd werd. In Fontenay was een van de zes poorten die toegang gaven tot het bos.
In 1830 werd beslist een fortengordel te bouwen rond Parijs. Op de heuvelrug van Fontenay kwamen er een militaire weg, de Redoute van Fontenay en het Fort van Nogent. In 1856 werd de spoorlijn Parijs - Mulhouse aangelegd door de gemeente. Toch bleef in Fontenay de landbouw in de 19e eeuw en ook nog in de eerste helft van de 20e eeuw belangrijk. Ondertussen verstedelijkte de gemeente geleidelijk. Er kwamen kleine bedrijven, nieuwe wegen en verkavelingen. Er waren ook gipsgroeven. De bevolking groeide en na 1920 kwamen de eerste groepen buitenlandse immigranten, te beginnen met Italianen. Vanaf 1965 kwamen er grote woningbouwprojecten om de woningnood in de regio Parijs te helpen opvangen.

## Geografie
De oppervlakte van Fontenay-sous-Bois bedroeg op 1 januari 2022 5,58 vierkante kilometer; de bevolkingsdichtheid was toen 9.434,8 inwoners per km².
De onderstaande kaart toont de ligging van Fontenay-sous-Bois met de belangrijkste infrastructuur en aangrenzende gemeenten.

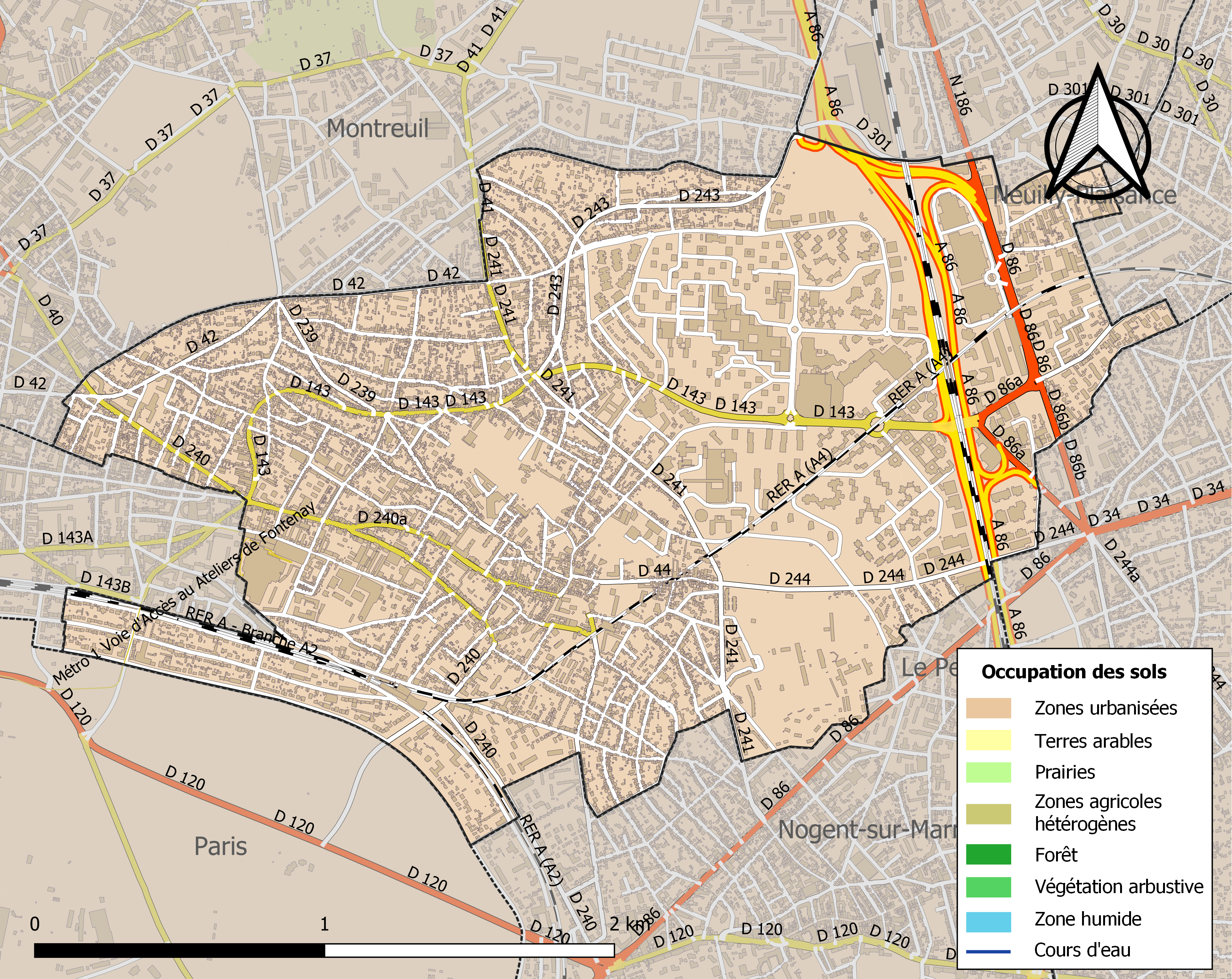

## Demografie
Onderstaande figuur toont het verloop van het inwonertal (bron: INSEE-tellingen).

## Transport
Het station Val de Fontenay is aangesloten op het RER-netwerk.

## Partnersteden
- Etterbeek (België)

## Geboren in Fontenay-sous-Bois
- André Luguet (1892-1979), acteur
- Jean Gruault (1924-2015), scenarist en schrijver